# SNCF BB 63000 sorozat
Az SNCF BB 63000 sorozat egy francia Bo'Bo' tengelyelrendezésű dízel-villamos erőátvitelű dízelmozdony-sorozat. 1953 és 1964 között gyártotta az BL az SNCF részére. Összesen 250 db készült belőle.

## Más vasutak
A mozdonytípus más országokba is eljutott: 
- CFL - CFL 850 sorozat
- JŽ - JŽ 642 sorozat
- CP - CP 1200 sorozat